# 貝奧武夫

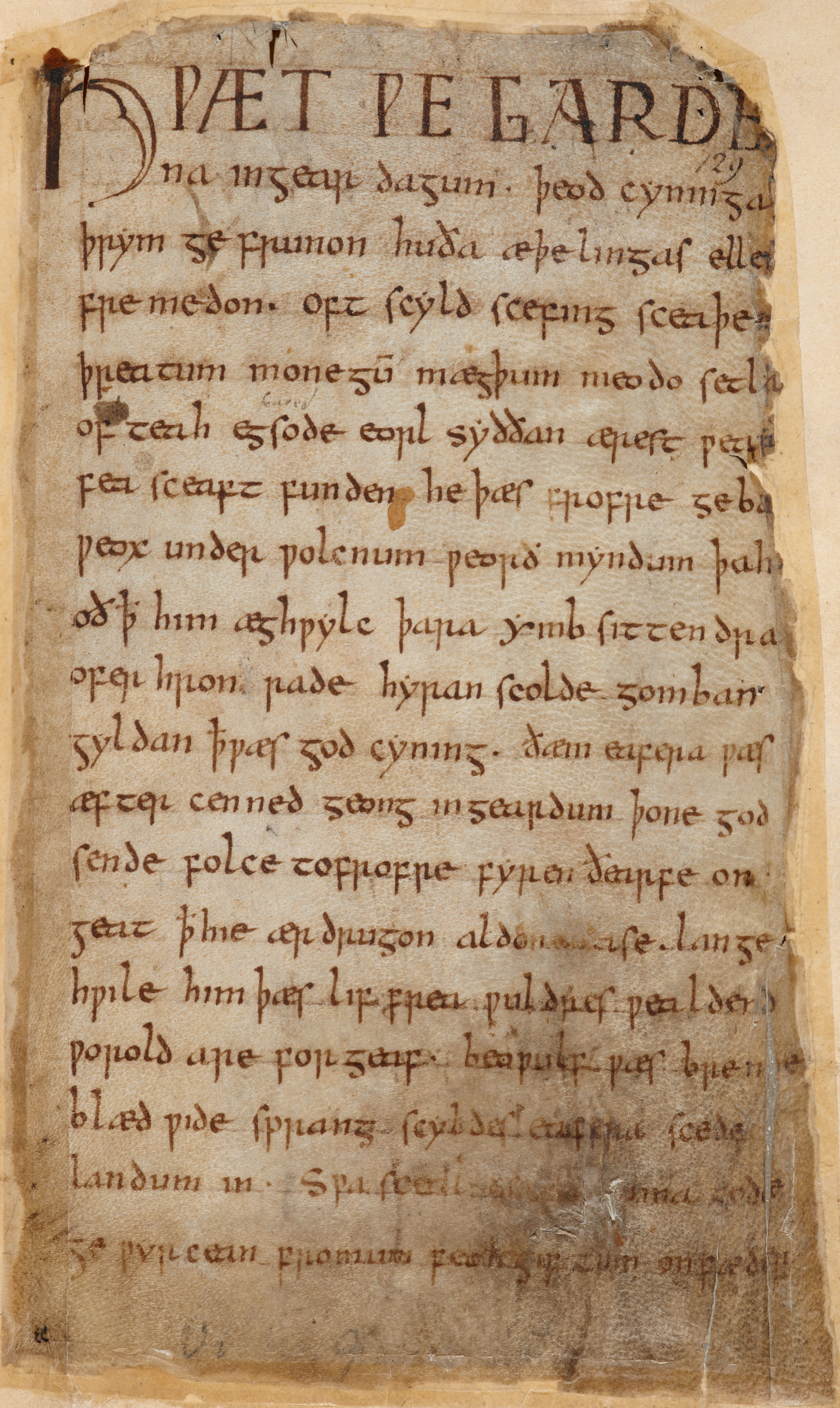
《贝奥武夫》第一页

《贝奧武夫》（英語：Beowulf），或译贝奥武甫、北獒武夫、裴欧沃夫、表沃夫，完成于西元8世纪，约750年左右的英雄叙事长诗，长达3182行。故事的舞台位于北欧的斯堪的纳维亚半岛。是以古英语记载的传说中最古老的一篇，在语言学方面也是相当珍贵的文献。

## 简介
诗中所描写的故事发生在5世纪晚期，在这段时间盎格鲁-撒克逊人已经开始向英格兰迁移并在此定居。在定居之前，盎格鲁-撒克逊人在斯堪的纳维亚半岛既是初来乍到的生面孔，同时也和与他们同道的日耳曼同族者保持着紧密的联系。
主要内容：记载了贝奥武夫英雄的一生，包括消灭夜魔，成为国王，在晚年为了保卫王国，与恶龙战斗后死去。

## 故事大纲

### 前半段
这首史诗以简短的古丹麦家谱作为开始。齐尔德·谢冯是古丹麦一位伟大的国王，他以能征善战闻名。后来，齐尔德的曾孙是荷罗斯加——贝奧武夫时代古丹麦的国王。荷罗斯加是一贤王，他建造希奥罗特大殿来招待自己麾下的武士和远方的客人。大殿建成之后，荷罗斯加与众武士在殿内宴饮。这引来了附近的夜魔格倫戴爾，它只在夜晚出动，当夜就杀死了在宫殿里休息的三十个人。它力大无穷、凡人锻造的兵器伤害不到它。荷罗斯加为死去的武士哀悼，但一直没有人能除掉格倫戴爾，因此，荷罗斯加只敢在白天使用宫殿，夜幕降临之后，没有人敢留在宫殿内。
十二年过去了。旅行的海员把格倫戴爾的故事讲给了丹麦的另外一个部族——耶阿特（瑞典南方的斯堪的纳维亚）。伟大的领主贝奧武夫听到荷罗斯加有难，而荷罗斯加曾经招待贝奧武夫的父亲多年，而贝武夫的幼年时代就是在荷罗斯加的领地里度过。于是决定去消灭格倫戴爾。他率领麾下的武士们出航到达荷罗斯加的领地。遇到在海岸巡逻的武士乌尔夫，乌爾夫引他们去见荷罗斯加。荷罗斯加感谢贝奧武夫的好意，但他警告说，已经有无数的武士死在格倫戴爾的利爪之下，他为贝奧武夫担心。贝奧武夫说，除掉夜魔是他对荷罗斯加的义务。如果自己战死，希望荷罗斯加把自己的尸体和的盾牌一起送回故乡。
当天，国王在希奥罗特大殿举行了盛大的宴会向贝奧武夫表示敬意。庆典过程中，弄臣恩费尔特讥讽贝奧武夫。贝奧武夫当仁不让，吟唱了自己与海象搏斗获胜的经历，同伴们都为了他的欢呼庆祝。庆典的高潮时，丹麦的王后薇尔皙欧出来用金杯敬酒。贝奧武夫告诉薇尔皙欧他将会除掉格倫戴爾或者在希奥罗特被杀死。這简短的声明大大感动了薇尔皙欧和現场的丹麦人。距離离开前，荷罗斯加承诺，如果贝奧武夫打败了格倫戴爾，他將會赐给贝奧武夫各种礼物，而且会将贝奧武夫的威名传遍整个世界。贝奧武夫说，他会让神来决定结局。他和武士们就睡在希奥罗特大殿中等待夜魔格倫戴爾。
格倫戴爾如期而至，破门而入，直接杀死了一个武士并喝干了他的血。贝奧武夫知道凡人的刀剑没有用，只能靠自己的双手来扼死夜魔。当夜魔要擒拿贝奧武夫时，反而被贝奧武夫死死擒住，双方在殿内扭打。格倫戴爾从没有遇到过如此强有力的对手，最终挣断了一只手臂逃回了海中的巢穴。贝奧武夫把夜魔的断臂钉在柱子上展示功绩。
第二天早上，荷罗斯加和其他人来到殿中，看到夜魔的断臂，都惊叹贝奧武夫的神力，恭喜他的战胜。从此，丹麦人认为贝奧武夫是他们最伟大的英雄。荷罗斯加吟游诗人传唱贝奧武夫和其他名人的歌，包括齐格门德（屠龙勇士）和荷雷默德（一位不贤明的君王，他最终得到了惩罚）。在希奥罗特大殿中，格倫戴爾的断臂被当成战利品钉在了墙上。
国王在宫殿内又开始了一场更隆重的宴会以庆祝贝奧武夫的胜利。荷罗斯加感谢贝奧武夫，承诺给他自己儿子一样的待遇。并送给他和他的随从武士以兵器、骏马、以及大量的礼物。 荷罗斯加的吟游诗人在庆典上敘說了另外一个故事，关于弗利西安大屠杀。一位古代的丹麦君王有一个女儿希尔得布尔，他把她嫁给了弗利西安的某位君王。当希尔得布尔的哥哥纳夫去看望她时，弗利西安人进攻了丹麦人。并且杀害了纳夫和希尔得布尔的儿子。丹麦的下一位领袖亨盖斯特想要报仇，当春天到来，丹麦人袭击了弗利西安，杀死了他们的领袖并且带回了希尔得布尔。故事说完，薇尔皙欧在恳求她的妹夫荷罗苏夫帮助她的两个年幼的儿子的时候，向荷罗斯加献上了一串项链。接着她献给贝奧武夫许多珠宝，例如项链，珍贵的杯子和指环等等。不久，随着庆典的结束，所有人都平安地睡下了。
夜里，格倫戴爾的母亲来到大殿为她的儿子复仇，抓走了荷罗斯加的一位大臣。当贝奧武夫被召唤到大殿，他发现荷罗斯加正在为了他朋友哀悼。荷罗斯加请求贝奧武夫消灭另一只夜魔。
贝奧武夫劝说荷罗斯加一起顺着血迹来到海边，夜魔的巢穴就在水下。贝奧武夫身披铠甲，拿起恩费尔特送给他的剑，跳入水中，进入夜魔的巢穴，与格倫戴爾的母亲搏斗。他的剑还是无法刺穿夜魔的皮，双方打得难解难分。最终贝奧武夫捡起一把矮人锻造的巨剑，杀死了夜魔。不远处，贝奧武夫发现了死去的格倫戴爾，他砍下他的头作为战利品。荷罗斯加一行看到海中血水翻滚，而贝奧武夫迟迟不上来，以为他牺牲了，悲哀而去。只有贝奧武夫的随行武士没有丧失希望，继续等待。当贝奧武夫带着格倫戴爾的头和剑柄（剑身被格倫戴爾的血液熔化了）回来的时候，他们欢呼雀跃，凯旋而归。希奥罗特宫殿内又开始了一场更隆重的宴会以庆祝夜魔的覆灭。贝奧武夫详细叙述了他的战斗，荷罗斯加赞扬了他并且建议他做君王。贝奧武夫得到了更多的礼物。
贝奧武夫和随行武士准备离开丹麦。在他们离开前，贝奧武夫当着丹麦人的面承诺帮助荷罗斯加。荷罗斯加称赞了他并且保证，他们将是永远的同盟。英雄们凯旋，国王海吉拉克和王后海吉得向他们致敬。在一边，叙述者将海吉得比作一位古代的王后，她是那样的不驯服直到奥法征服了她。贝奧武夫向国王叙述了他在丹麦的旅程中发生的事情。这当中，他还讲了另外一个以前从未被提起的故事。荷罗斯加曾经将他的女儿弗丽雅瓦露许配给西亚托巴德的一位王子为了平定一场过去的纷争。贝奧武夫推测会有人唆使那位王子起来对丹麦人过去一切的错误进行报复。海吉拉克称赞了贝奧武夫的勇敢，并且给他一半的王国。不久以后海吉拉克在一次战斗中被杀死，所以贝奧武夫就成为耶阿特的国王，并且贤明地管理着国家。

### 後半段
在贝奥武夫统治了五十年后，一只喷火的巨龙开始在耶阿特肆虐。过去三百年里，巨龙占据了一处宝藏，里面有各种珠宝奇珍。一个奴隶偶然发现了宝藏并偷走了一个杯子献给他的主人。巨龙醒来发现丢了杯子，开始向耶阿特人发怒，烧毁村庄与宫殿，人民深受其苦。
贝奥武夫要除掉恶龙，他定制了一面特殊的盾来抵御火焰，但是当他想到可能发生的事情，旋即心情沉重。他想起战死的国王海吉拉克和自己在那次战斗中侥幸逃生的经历。他知道自己年事已高，不复年轻时的勇武。和恶龙一战，凶多吉少，但作为国王，他必须挺身而出，与恶龙战斗。
偷杯子的仆人领他和其他武士来到巨龙的巢穴。攻击巨龙前，贝奥武夫叙述了耶阿特皇族的故事：海吉拉克的长兄们互相厮杀致死，留下他们的父亲伤心而亡。贝奥武夫说，他很好地侍奉了海吉拉克，而在侍奉他的时候得到的剑（名叫纳格林）会帮助他再次拯救王国。贝奥武夫攻入巨龙的山洞。巨龙喷出烈焰，盾牌保护他免受火焰的灼烧，但其他武士都害怕得落荒而逃，只剩下威格拉夫与贝奥武夫一起战斗。接着，巨龙衝向他们。贝奥武夫的剑刺伤了巨龙，却无法给予其致命一击。最终巨龙的毒爪撕裂了贝奥武夫的脖子，而威格拉夫趁机用剑刺穿了巨龙的腹部，重创巨龙，接着贝奥武夫用最后的力气给巨龙致命一击。巨龙被杀死，但是贝奥武夫也走到了生命的尽头。他要威格拉夫拿一些巨龙卫护的珍宝出来给他看，并说威格拉夫证明了自己的勇敢，可以成为国王。随后他对自己的墓穴做出了安排，然后就去世了。威格拉夫按照贝奥武夫在宝藏地的嘱咐给他的尸体沐浴。
贝奥武夫死后，那些逃走的武士都回来了，威格拉夫斥责了他们，并继承了王位。他派出一名信使去告诉百姓们国王的去世。信使可以想像出那些耶阿特的敌人们听到这个消息会有多么高兴。他还说没有人可以得到那些贝奥武夫为之战斗过的宝藏。威格拉夫和贝奥武夫的那些领主们将巨龙的尸体投入大海。他们将宝藏安放在贝奥武夫的墓冢当中，一齐哀悼这位伟大的君王。

## 影响
语言学家兼奇幻文学作家J·R·R·托尔金說，撰写《魔戒》小说系列，从《贝奥武夫》获得许多灵感，与贝奥武夫交战的喷火巨龙，跟《哈比人历险记》里出现的恶龙十分相似。

## 電影
2007年，華納兄弟根據這個故事製作出電影《貝武夫：北海的詛咒》。

## 大眾文化
- 《贝武夫》Beowulf (2007) 开发厂商: 4HEAD Studios 发行厂商: Ubisoft 游戏平台: PS3。
- 貝奧武夫亦在手機遊戲《Fate/Grand Order》之中以「Berserker（狂戰士）」的職階登場，配音員為中井和哉。寶具為左手的「赤原獵犬」（Hrunting）、右手的「巨人劍鐵鎚蛇潰」（Naegling）以及收起兩者後的「源流鬥爭」。